# Bahnhof Einswarden

Der Bahnhof Einswarden ist ein ehemaliger Bahnhof an der Bahnstrecke Hude–Nordenham-Blexen im Stadtteil Einswarden der Stadt Nordenham im Landkreis Wesermarsch. Er stammt vom Anfang des 20. Jahrhunderts.
Das ehemalige Empfangsgebäude, Am Bahnhof 5, steht unter Denkmalschutz (siehe auch Liste der Baudenkmale in Nordenham). Es wird mittlerweile durch Wohnungen und gewerblich genutzt.

## Geschichte
Die ländliche Bauerschaft Einswarden wurde durch die Bahnstrecke Hude–Nordenham-Blexen mit dem Streckenabschnitt Nordenham–Blexen von 1905 erschlossen. Am Beginn des 20. Jahrhunderts wurde durch die Ansiedlung der 1905 gegründeten Schiffswerft Frerichs AG der Ortsteil industriell geprägt. Der Bahnhof und ein zusätzlicher Haltepunkt Werftstraße entstanden.
Der Personenverkehr zwischen Nordenham und Blexen wurde 1980 eingestellt. Die Betriebsstelle wurde danach noch als Gütertarifpunkt weitergeführt.
Das denkmalgeschützte Ensemble Bahnhof Einswarden, um 1905 im Stil der Gründerzeit entstanden, besteht aus
- dem ein- und zweigeschossigen verputzten Empfangsgebäude mit Walm-, Krüppelwalm- und Satteldächern, dem zweigeschossigen Giebelrisalit, dem Durchgang zum Bahnsteig mit drei rundbogigen Öffnungen sowie den Gliederungen an den Ecken, am Sockel und als geschossteilendes Gesims durch Klinkersteine[3]
- und dem eingeschossigen verputzten T-förmigen Nebengebäude mit Satteldach und Gliederungen an den Ecken und den drei Giebeln durch Klinkersteine.[4]

Der Bahnhof wurde an die 1904 gebaute ein- und zweigeschossige Gaststätte des Bahnhofswirtes (1906–1919) D. Drees im gleichen Stil angefügt.
Das Landesdenkmalamt befand zur Bedeutung: „geschichtlich, künstlerisch, städtebaulich“.